# 헤르체고비나

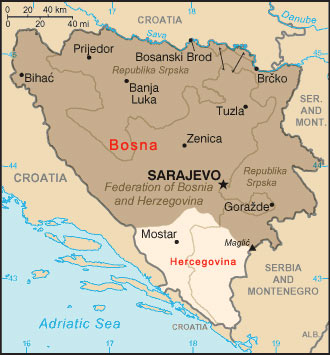
보스니아와 헤르체고비나의 대략의 지역 범위 지도

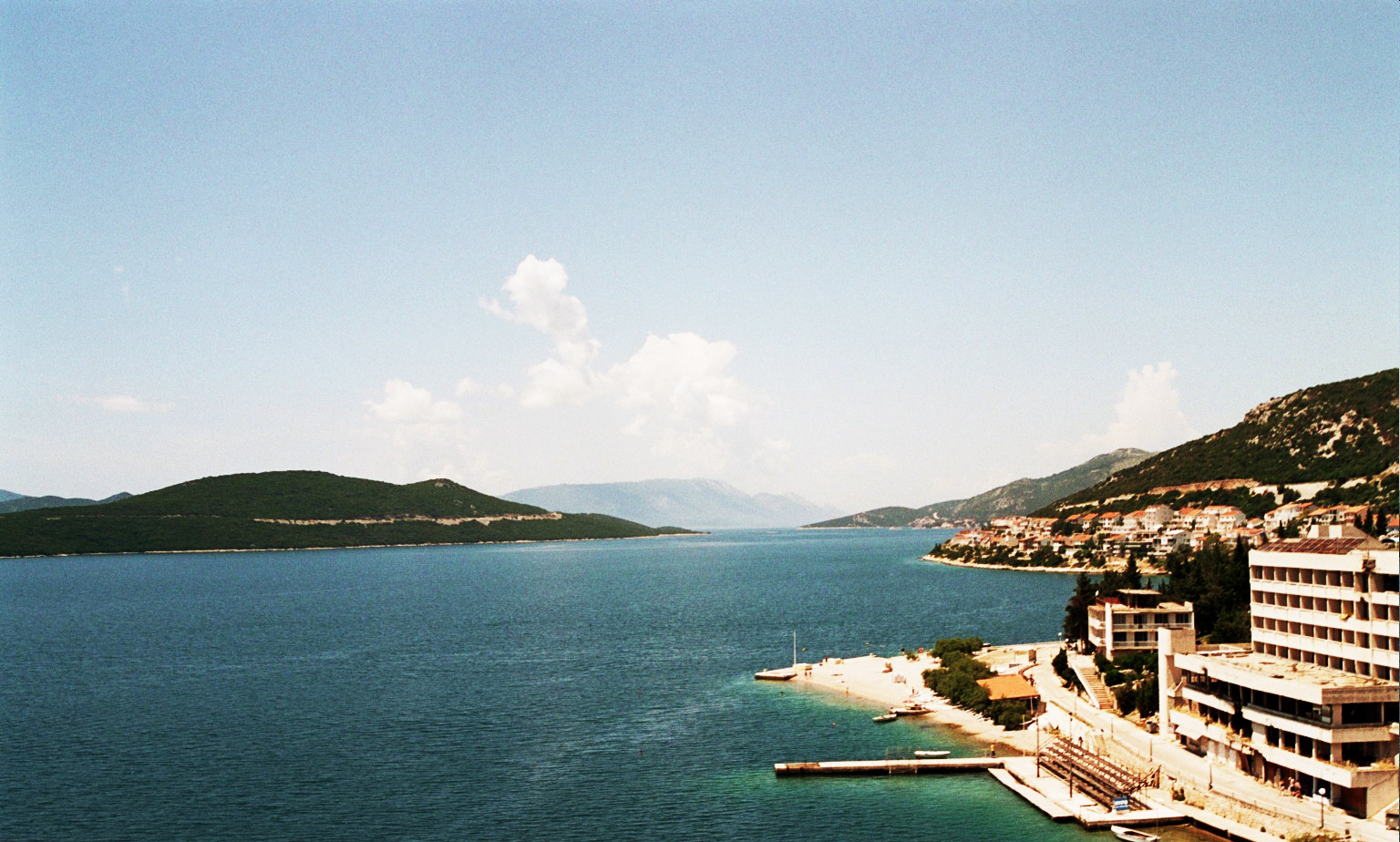
헤르체고비나의 네움 강

헤르체고비나(보스니아어: Hercegovina 헤르체고비나, 세르비아어: Херцеговина 헤르체고비나)는 보스니아 헤르체고비나 남부에 위치한 지역이다. 보스니아와 함께 보스니아 헤르체고비나를 형성하는 지역으로서 중심 도시는 모스타르이다.
헤르체고비나의 면적은 11,419 ~ 12,276km2인데 이는 보스니아 헤르체고비나 전체 면적의 약 22 ~ 24%를 차지한다. 남서쪽으로는 달마티아, 북쪽과 북동쪽으로는 보스니아, 동쪽으로는 몬테네그로와 접한다. 헤르체고비나의 인구는 434,623명(2013년 기준)이며 크로아티아인이 55.56%, 보스니아인이 22.69%, 세르비아인이 20.21%를 차지한다.

## 역사
7세기에 발칸반도의 다른 지역과 마찬가지로 슬라브족이 정착했으며 9세기부터 14세기 사이에는 훔(Hum), 트라부니아(Travunia)라고 불렀다. 중세 시대에 헤르체고비나 동반부는 세르비아의 지배를 받았으며 헤르체고비나 서반부는 크로아티아의 지배를 받았다. 14세기부터 보스니아 총독의 영지가 되면서 헤르체고비나는 보스니아와의 밀접한 관계를 수립하게 된다.
1448년 1월 20일에는 보스니아의 귀족이었던 스체판 북치치 코사차(Stjepan Vukčić Kosača)가 신성 로마 제국의 프레데리크 3세 황제에게 보낸 서한에서 자신을 '보스니아의 대공', '성 사바 대공'이라는 칭호로 명명했다. "공작(Herzeg)의 땅"이라는 뜻을 가진 헤르체고비나라는 이름은 여기서 유래된 이름이다. 1482년부터 오스만 제국의 지배를 받았고 19세기에는 헤르체고비나 각지에서 오스만 제국의 지배에 저항하는 봉기가 일어났다.
1878년에 열린 베를린 회의의 결과에 따라 헤르체고비나는 오스트리아-헝가리 제국에 점령되었고 1908년에는 오스트리아-헝가리 제국에 정식으로 합병되었다. 제1차 세계 대전을 계기로 오스트리아-헝가리 제국이 소멸되면서 보스니아는 유고슬라비아 왕국에 편입되었다.

## 사진

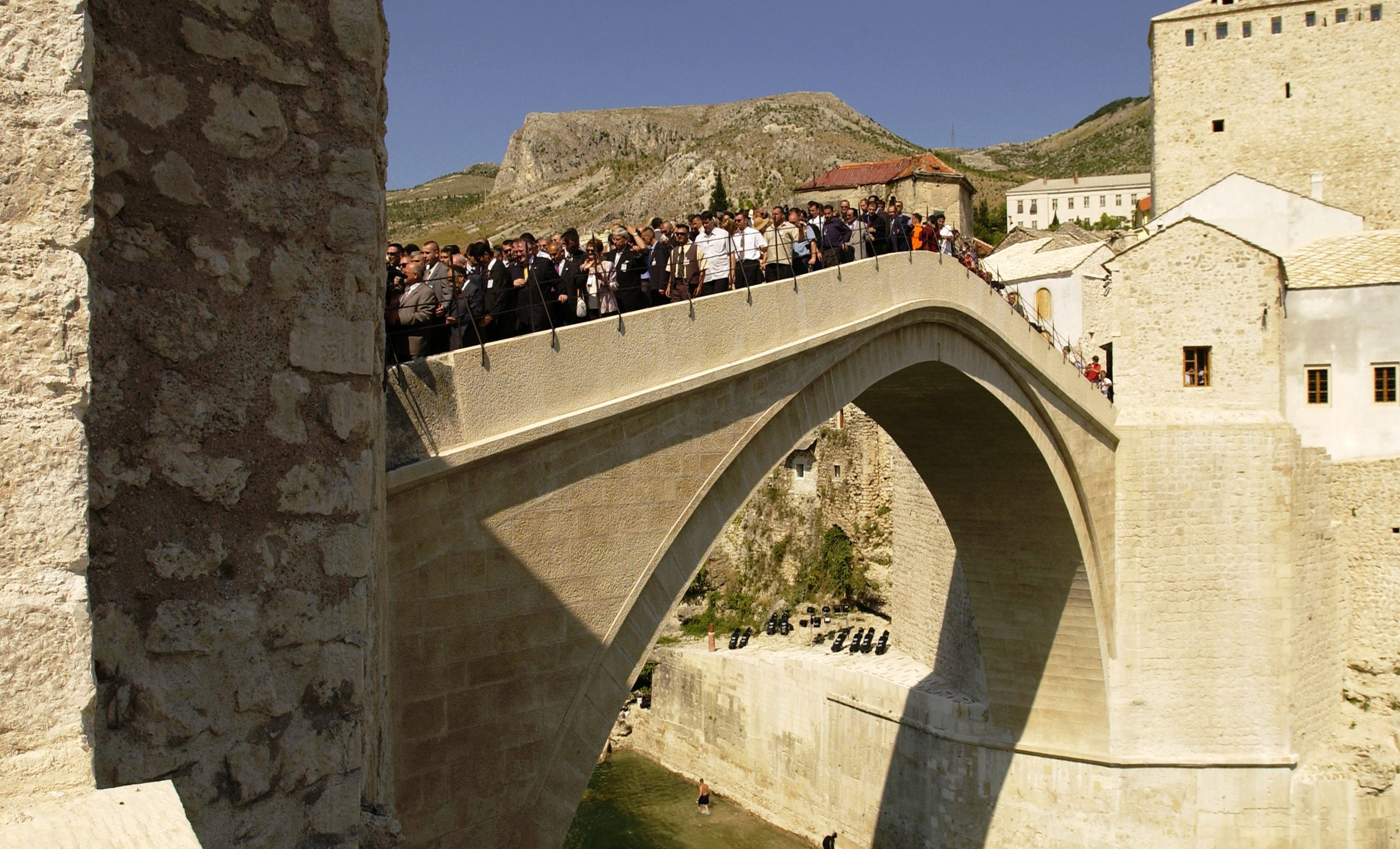
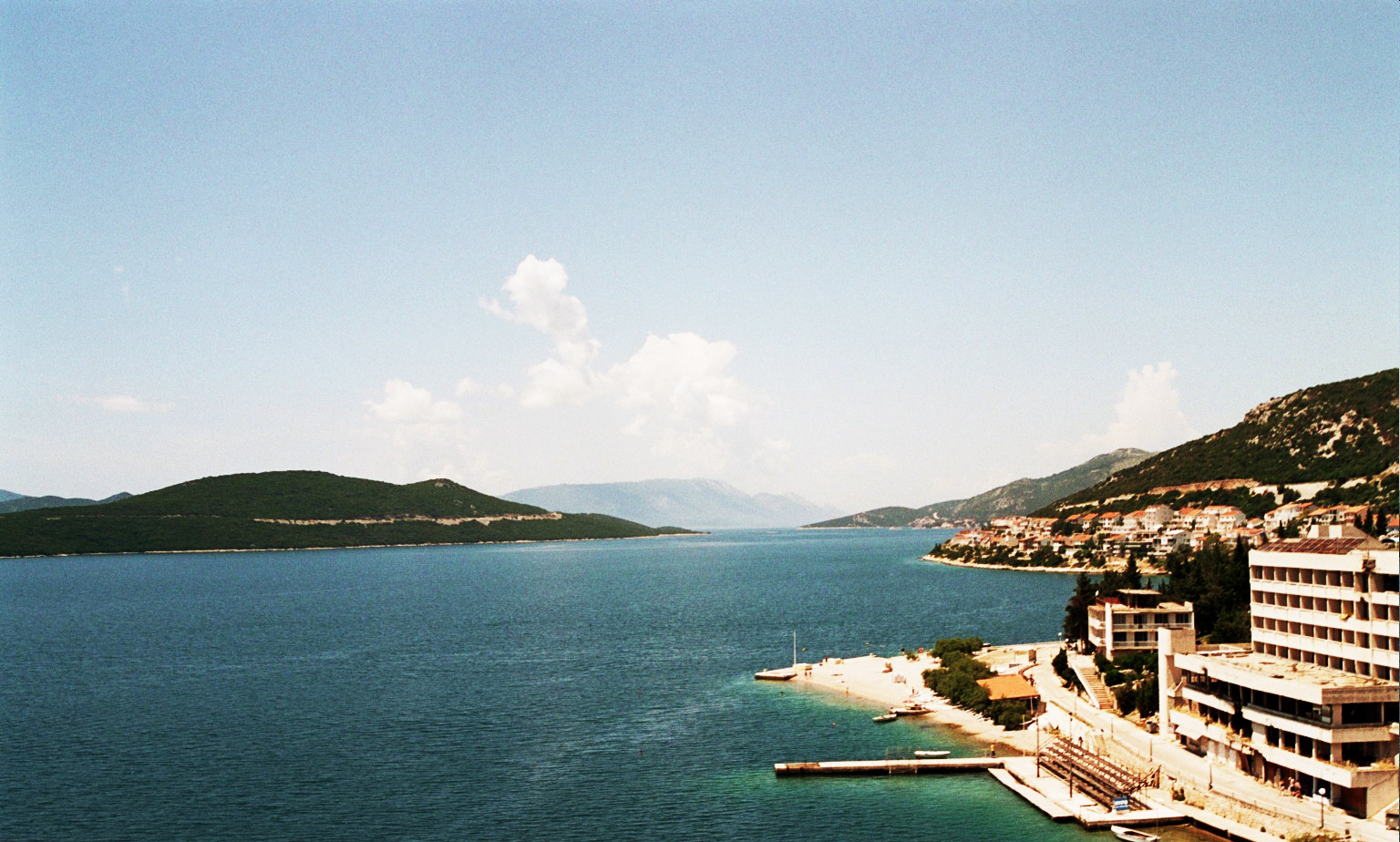
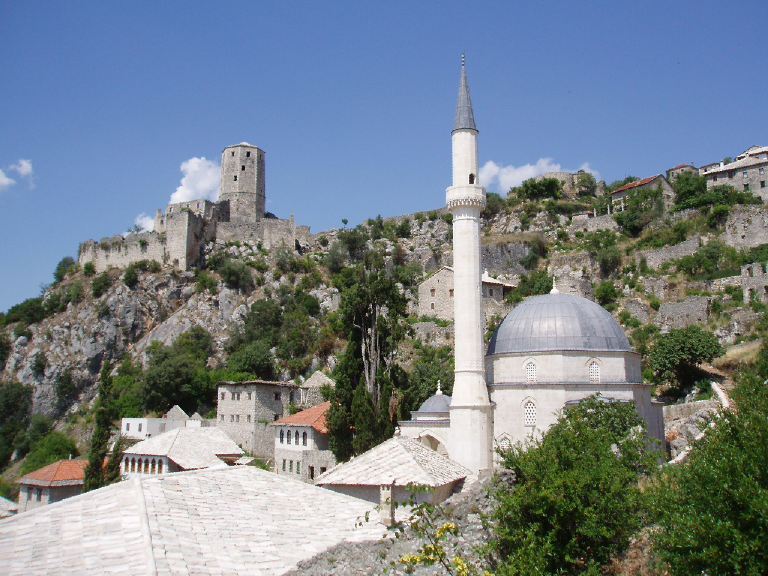
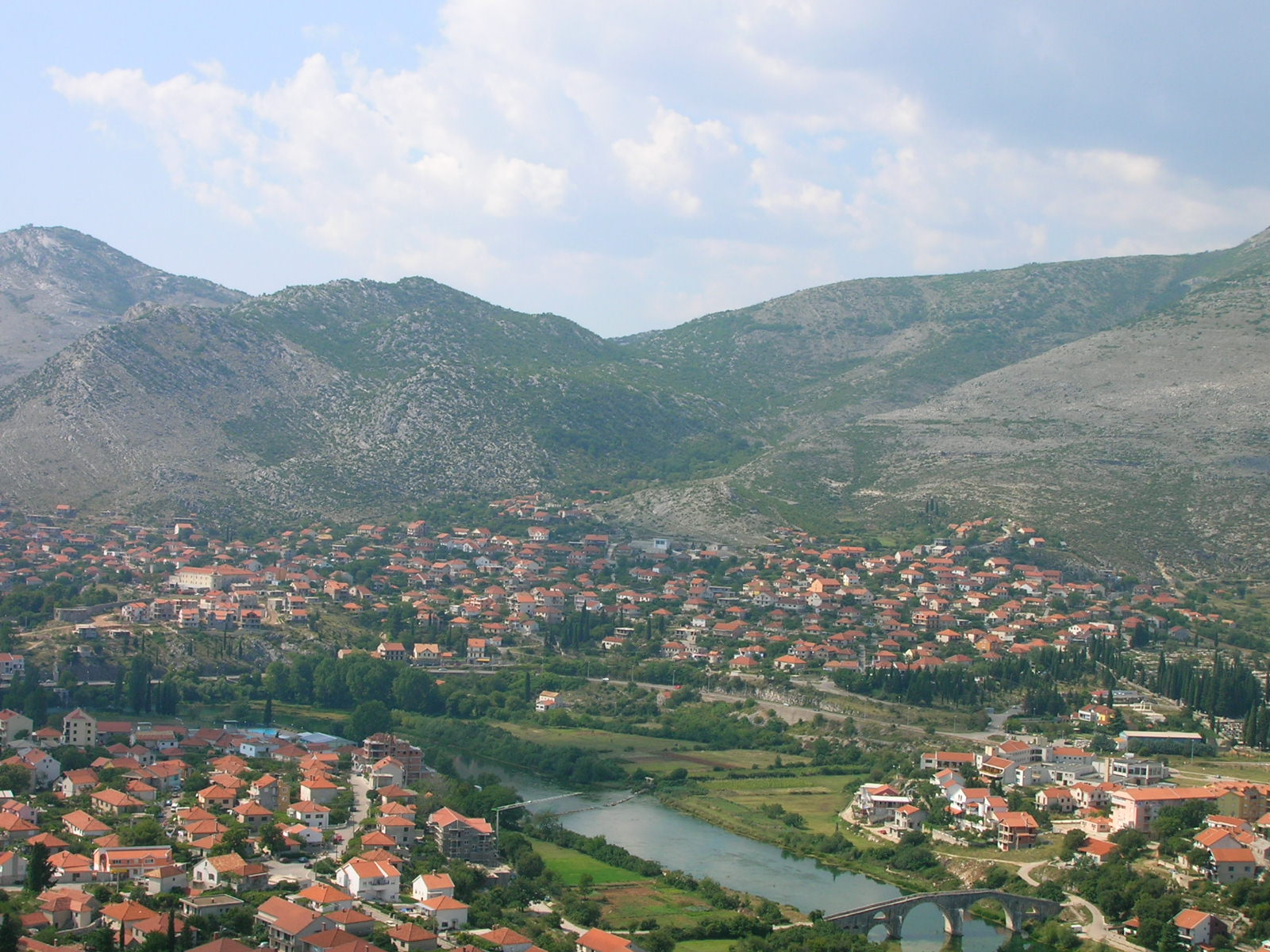
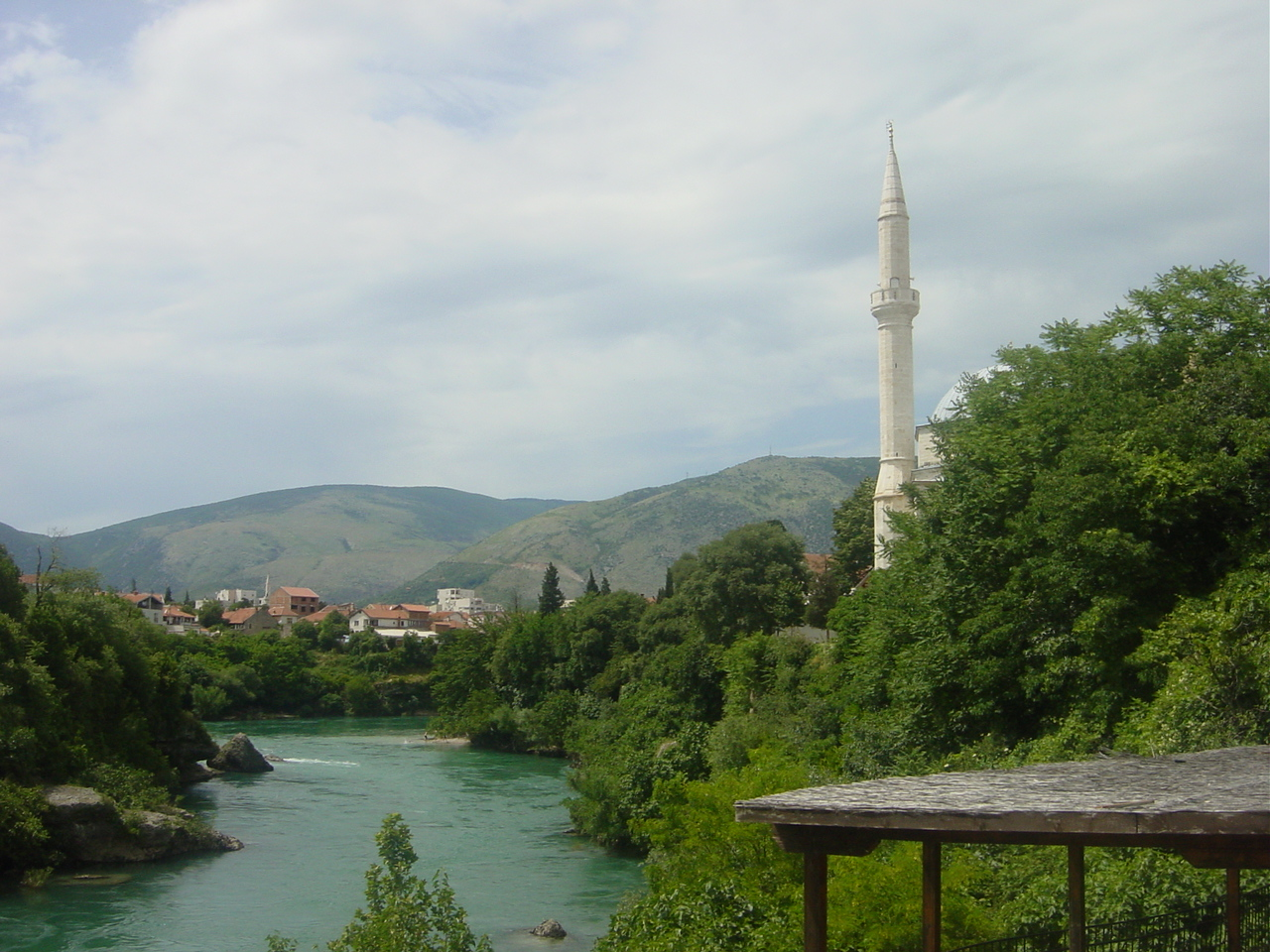

## 같이 보기
- 보스니아